# Avelãs de Cima
Avelãs de Cima é uma povoação portuguesa sede da Freguesia de Avelãs de Cima do Município de Anadia, freguesia com 40,58 km² de área e 1953 habitantes (censo de 2021), tendo, por isso, uma densidade populacional de 48,1 hab./km².
Foi vila e sede de concelho até ao início do século XIX. Este era constituído pelas freguesias de Arcos e Avelãs de Cima. Tinha, em 1801, 2130 habitantes.

## Demografia
A população registada nos censos foi:
| Distribuição da População por Grupos Etários | Distribuição da População por Grupos Etários | Distribuição da População por Grupos Etários | Distribuição da População por Grupos Etários | Distribuição da População por Grupos Etários |
| -------------------------------------------- | -------------------------------------------- | -------------------------------------------- | -------------------------------------------- | -------------------------------------------- |
| Ano                                          | 0-14 Anos                                    | 15-24 Anos                                   | 25-64 Anos                                   | > 65 Anos                                    |
| 2001                                         | 344                                          | 333                                          | 1257                                         | 512                                          |
| 2011                                         | 281                                          | 205                                          | 1117                                         | 582                                          |
| 2021                                         | 183                                          | 189                                          | 946                                          | 635                                          |

## Património
- Capela de Nossa Senhora das Neves e Fontanário
- Igreja de São Pedro (matriz)
- Cruzeiro
- Núcleo de casas de inícios de Novecentos
- Capelas de Nossa Senhora do Livramento, de São Simão, de Nossa Senhora dos Remédios, de Pereiro e de São Miguel da Mata
- Lagares de azeite e azenhas
- Choupo
- Lapas escavadas na rocha
- Pombais

## História Administrativa
Avelãs de Cima começou por pertencer ao importante município de Vouga. Em 1288, tinha Julgado, a par de Esgueira. Pertenceu sucessivamente à infanta Dona Beatriz, a Gil de Océm, a seu filho Martim de Océm, ao infante Dom Pedro, e finalmente, em 1449 ou inícios de 1450, a Rui Borges. Avelãs de Cima formava, com as terras de Ferreiros e Ílhavo, o chamado senhorio de Carvalhais, que se manteve na posse dos Borges e seus descendentes até ao século XIX.
Foi concelho medieval, com imenso território que alcançava Famalicão e terras que ficavam junto a Vila Nova de Monsarros, Ancas e S. Lourenço do Bairro. Teve Foral Velho dos reis D. Dinis e D. Afonso, mas, em 10 de Janeiro de 1514, recebeu Foral Novo de D. Manuel I. Havia de extinguir-se, em 1836, a favor da restauração do concelho de Anadia, povoação que chegou a pertencer-lhe, ainda que por um breve período.
Avelãs de Cima, freguesia, foi constituída por terras também importantes ao tempo pela sua situação geográfica, riqueza do solo, povoamento e desenvolvimento económico: Pereiro que foi Couto e minúsculo concelho, e Boialvo, que foi Ouvidoria do termo do concelho de Aveiro, e igualmente minúsculo concelho, dois enclaves, administrativamente falando. Eram três concelhos integrados no mesmo espaço de uma paróquia. 
Desde 1836, a freguesia, a maior de todo o concelho, está integrada no concelho (atual município) de Anadia, no Distrito de Aveiro, na antiga província da Beira Litoral. Pertence hoje à Comarca de Anadia que, em 1835, era apenas um Julgado. (Já integrou também a Comarca e Provedoria de Esgueira, entre 1533 e 1762, ano em que passava para a Provedoria de Aveiro). Nesta freguesia chegou a haver duas varas de juízes: uma no Couto do Pereiro, que era da Universidade de Coimbra, e outra na Ouvidoria de Boialvo, que era da Correição do ouvidor de Montemor-o-Velho.
Religiosamente, desde o dealbar da nacionalidade sempre pertenceu à Diocese de Coimbra, até que foi criada a de Aveiro (12 de Abril de 1774), mas, com a sua extinção (Setembro de 1882), regressava a Coimbra, até que, depois de várias tentativas, em 16 de Janeiro de 1938, era restaurada a Diocese de Aveiro, sendo nomeado seu bispo, D. João Evangelista de Lima Vidal, que tomou posse solene no dia 11 de Dezembro.
É constituída por 16 lugares, com gente briosa e bairrista. A prova disso é que não há um único lugar, digno desse nome, que não tenha a sua capela, de construção mais antiga, secular, ou mais recente, com o padroeiro ou padroeira de sua devoção, se mais moderna, ou de seus antepassados, se mais antigas.